# Cantone di Quillan
Il Cantone di Quillan è una divisione amministrativa dell'arrondissement di Limoux.
A seguito della riforma approvata con decreto del 21 febbraio 2014, che ha avuto attuazione dopo le elezioni dipartimentali del 2015, è passato da 18 a 86 comuni.

## Composizione
I 18 comuni facenti parte prima della riforma del 2014 erano:
- Belvianes-et-Cavirac
- Brenac
- Campagne-sur-Aude
- Coudons
- Espéraza
- Fa
- Ginoles
- Granès
- Marsa
- Nébias
- Quillan
- Quirbajou
- Rouvenac
- Saint-Ferriol
- Saint-Julia-de-Bec
- Saint-Just-et-le-Bézu
- Saint-Louis-et-Parahou
- Saint-Martin-Lys

Dal 2015 i comuni appartenenti al cantone sono diventati 86, ridottisi ad 84 a partire dal 1º gennaio 2016 per le fusioni di Caudeval con il comune di Gueytes-et-Labastide per formare il nuovo comune di Val-de-Lambronne. e di Brenac con Quillan.:
- Antugnac
- Arques
- Artigues
- Aunat
- Axat
- Belcaire
- Belfort-sur-Rebenty
- Belvianes-et-Cavirac
- Belvis
- Bessède-de-Sault
- Le Bousquet
- Bugarach
- Cailla
- Campagna-de-Sault
- Campagne-sur-Aude
- Camps-sur-l'Agly
- Camurac
- Cassaignes
- Chalabre
- Le Clat
- Comus (comune francese)
- Conilhac-de-la-Montagne
- Corbières
- Coudons
- Couiza
- Counozouls
- Courtauly
- Coustaussa
- Cubières-sur-Cinoble
- Escouloubre
- Espéraza
- Espezel
- Fa
- La Fajolle
- Fontanès-de-Sault
- Fourtou
- Galinagues
- Gincla
- Ginoles
- Granès
- Joucou
- Luc-sur-Aude
- Marsa
- Mazuby
- Mérial
- Missègre
- Montazels
- Montfort-sur-Boulzane
- Montjardin
- Nébias
- Niort-de-Sault
- Peyrefitte-du-Razès
- Peyrolles
- Puilaurens
- Puivert
- Quillan
- Quirbajou
- Rennes-le-Château
- Rennes-les-Bains
- Rivel
- Rodome
- Roquefeuil
- Roquefort-de-Sault
- Roquetaillade
- Rouvenac
- Saint-Benoît
- Saint-Ferriol
- Saint-Jean-de-Paracol
- Saint-Julia-de-Bec
- Saint-Just-et-le-Bézu
- Saint-Louis-et-Parahou
- Saint-Martin-Lys
- Sainte-Colombe-sur-Guette
- Sainte-Colombe-sur-l'Hers
- Salvezines
- La Serpent
- Serres
- Sonnac-sur-l'Hers
- Sougraigne
- Terroles
- Tréziers
- Val-de-Lambronne
- Valmigère
- Villefort